# MoonRun
MoonRun es un tipo de equipo de ejercicio aeróbico especializado para entrenamiento virtual en interiores. Fue inventado por Jonathan Hoffman, un fisioterapeuta. MoonRun se suspende de una puerta, gancho de pared o haz, de manera similar a otros equipos de ejercicio de entrenamiento de cabestrillo como el Sistema TRX.

## Resumen
MoonRun es un tipo de sistema de entrenamiento de suspensión que entrena al cuerpo para desarrollar capacidad aeróbica, estabilidad central, flexibilidad, equilibrio, y fuerza. Utiliza sensores de movimiento y un sistema elástico, y está diseñado para proporcionar entrenamiento físico de alta intensidad pero de bajo impacto. El equipo permite movimientos físicos naturales como correr, caminar, esprintar, saltar, girar y ponerse en cuclillas en un entorno de entrenamiento virtual.
MoonRun puede ser utilizado por atletas profesionales para mejorar su rendimiento, y también por personas que son incapaces de hacer ejercicio debido a lesiones físicas o falta de aptitud física. Los desarrolladores también pueden crear nuevos mundos de ejercicio de entrenamiento virtual para que los usuarios agreguen a la funcionalidad del equipo.

## Historia
MoonRun fue inventado en 2016 por Jonathan Hoffman, un fisioterapeuta educado en Australia e investigador del movimiento humano de Tel Aviv, Israel. Fundó MoonRun cuando quería desarrollar un novedoso entrenador de suspensión aeróbica para ejercicio en interiores.
Hoffman también inventó CoreAlign, una herramienta de entrenamiento de ejercicios utilizada por atletas como Cristiano Ronaldo.